# 斯孔托体育场
斯孔托体育场是一座位于拉脱维亚首都里加的专业足球场，体育场建于2000年，拥有8,087个座席，是拉脱维亚最大的足球场。建成之后，球场成为拉脫維亞國家足球隊的主场。史干圖足球會曾将此作为主场，俱乐部后来破产解散。2016年起，里加FC将主场设在斯孔托球场。